# روبن كوايسون
روبن كوامينا كوايسون (بالسويدية: Robin Quaison)‏ هو لاعب كرة قدم سويدي من أصل غاني في مركز الوسط ولد في يوم 9 أكتوبر 1993 في مدينة ستوكهولم عاصمة السويد، وسبق له اللعب مع نادي أيك أثينا وأتلتيك يونايتد و باليرمو ونادي الاتفاق ويبلغ طوله 186 سم.

## مسيرته الكروية
لعب روبن كوايسون خلال مسيرته الاحترافية مع 4 أندية في أحد عشر موسمًا وسجل خلالها 47 هدفًا ضمن 228 مباراة. ولم يفز بأي موسم بالكأس أو بالدوري.
خاض روبن كوايسون مسيرته مع نادي إسكلستونا ما بين عامي 2011 و2012 لمدة موسم واحد، مشاركًا في 16 مباراة سجل خلالها 8 أهداف. ثم انتقل إلى نادي أيك سولنا في موسم 2012 واستمر معه طيلة ثلاثة مواسم، حيث شارك في 51 مباراة سجل خلالها 7 أهداف. لينتقل بعدها إلى نادي باليرمو في موسم 2014–15 واستمر معه طيلة ثلاثة مواسم، مشاركًا في 66 مباراة سجل خلالها 7 أهداف أيضًا. ثم انتقل إلى نادي ماينتس 05 في موسم 2016–17 ليلعب معه أربعة مواسم، مشاركًا في 95 مباراة سجل خلالها 25 هدفًا.

## روابط خارجية
- روبن كوايسون على موقع الاتحاد الدولي (مؤرشف)  (الإنجليزية)
- روبن كوايسون على موقع الاتحاد الأوربي (الإنجليزية)
- روبن كوايسون على موقع اتحاد السويد (السويدية)
- روبن كوايسون على موقع قاعدة بيانات كرة القدم.إي يو (الإنجليزية)
- روبن كوايسون على موقع ناشيونال فوتبول تيمز (الإنجليزية)
- روبن كوايسون على موقع Soccerway.com (الإنجليزية)
- روبن كوايسون على موقع عالم كرة القدم.نت (الإنجليزية)
- روبن كوايسون على موقع أوليمبيديا (الإنجليزية)
- روبن كوايسون على موقع اللجنة الأولمبية السويدية (السويدية)
- روبن كوايسون على موقع AS.com (الإسبانية)